# Dennis van Winden
Dennis van Winden (* 2. Dezember 1987 in Delft) ist ein niederländischer Radrennfahrer.

## Karriere
Dennis van Winden begann seine Karriere 2006 bei dem niederländischen B&E Cycling Team. 2007 wechselte er zu Rabobank Continental Team. Nachdem van Winden 2009 unter anderem die niederländische Zeitfahrmeisterschaft der U23 und eine Etappe der Tour de l’Avenir gewonnen hatte, wechselte er 2010 zum ProTeams Rabobank, für das er bis zum Ende der Saison 2014 fuhr. In dieser Zeit beendete er den Giro d’Italia 2011 als 121. und die Vuelta a España 2012 als 164. Insgesamt konnte er jedoch an seine Leistungen in der U23 nicht anknüpfen. Daher musste er zum Ende der Saison 2015 das Team zunächst verlassen.
Nachdem er in der Saison 2025 zunächst für das Synergy Baku Cycling Project fuhr, wurde van Wilden im Mai in sein altes Team, inzwischen unter dem Namen Team Lotto NL-Jumbo, zurückgeholt. Im selben Jahr nahm er noch einmal an der Vuelta a España teil, konnte aber weiter keine Erfolge seinem Palmarès hinzufügen. Zur Saison 2017 wechselte er zur Israel Cycling Academy, aber auch in den drei Jahren für dieses Team blieb er ohne zählbare Erfolge.
Nach der Saison 2020 blieb van Winden ohne Vertrag bei einem internationalen Team. Zunächst als Übergangslösung bis zu einem neuen Vertrag geplant, trat er 2020 dem Orange Seal Offroad Team bei. Zwischenzeitlich (2022) ist er neben seiner Rolle als Fahrer Performance Director des Teams und nimmt an Mountainbike- und Gravelrennen vorrangig in Nordamerika teil.

## Ehrungen
Van Winden wurde 2009 in den Niederlanden zum „Talent des Jahres“ gekürt.

## Erfolge
2007
- Prolog Tour d’Alsace

2008
- eine Etappe Giro delle Regioni
- Gesamtwertung und zwei Etappen Tour du Haut Anjou

2009
- Prolog Istrian Spring Trophy
- eine Etappe Tour de Bretagne
- Mannschaftszeitfahren Olympia’s Tour
- eine Etappe Vuelta Ciclista a León
- Niederländischer Meister – Einzelzeitfahren (U23)
- eine Etappe Tour de l’Avenir

## Grand-Tour-Platzierungen
| Grand Tour            | 2011 | 2012 | 2013 | 2014 | 2015 |
| --------------------- | ---- | ---- | ---- | ---- | ---- |
| Giro d’ItaliaGiro     | 121  | DNF  | –    | –    | –    |
| Tour de FranceTour    | –    | –    | –    | –    | –    |
| Vuelta a EspañaVuelta | –    | 164  | –    | –    | 115  |